# Rhabdoblatta parva
Rhabdoblatta parva är en kackerlacksart som först beskrevs av Lucien Chopard 1952.  Rhabdoblatta parva ingår i släktet Rhabdoblatta och familjen jättekackerlackor.
Artens utbredningsområde är Madagaskar. Inga underarter finns listade i Catalogue of Life.